# 埃纳河畔楠特伊
埃纳河畔楠特伊（法語：Nanteuil-sur-Aisne，法語發音：[nɑ̃tœj syʁ ɛn]）是法国大東部大區阿登省的一个市镇，属于勒泰勒区。

## 地理
埃纳河畔楠特伊（49°30'44"N, 4°18'0"E）面积7.92 平方千米，位于法国大東部大區阿登省，该省份为法国北部内陆省份，西接埃纳省，南至马恩省，东临默兹省，北与比利时接壤。
与埃纳河畔楠特伊接壤的市镇（或旧市镇、城区）包括：阿西罗芒斯、阿旺松、巴尔比、泰济。

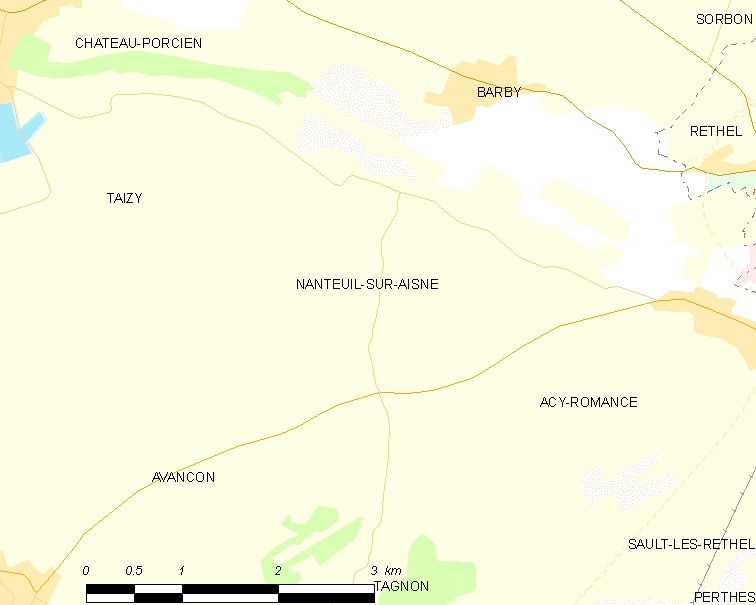
埃纳河畔楠特伊的OSM定位图

埃纳河畔楠特伊的时区为UTC+01:00、UTC+02:00（夏令时）。

## 行政
埃纳河畔楠特伊的邮政编码为08300，INSEE市镇编码为08313。

## 政治
埃纳河畔楠特伊所属的省级选区为勒泰勒县。

## 人口

1962-2008年间埃纳河畔楠特伊人口变化图示

埃纳河畔楠特伊于2022年1月1日时的人口数量为149人。